# Спецлит
ОАО Спецлит (полное название: Открытое Акционерное Общество "Спецлит") - одно из крупнейших промышленных предприятий города Сосенского. Предприятие основано 1986 году для обеспечения ракетно-космической отрасли высокоточными отливками из спецсплавов. Был построен и введен в строй действующий бериллиевый комплекс литья по выплавляемым моделям общей площадью 25 тыс.м2
На предприятии освоены технологии выплавки ряда сплавов на основе алюминия, меди, углеродистой стали, легированной стали, нержавеющей стали, жаропрочных сплавов, специальной стали (бористой для атомэнергопрома), а также бериллиевые сплавы и лигатуры. Опытный коллектив и постоянно модернизируемое оборудование позволяют успешно и с большой ответственностью выполнять заказы не только для предприятий российской промышленности, но и для зарубежных партнеров.

## Основная деятельность
Изготовление деталей и заготовок из сплавов металлов, произведенных путём отливки. Метод литья по выплавляемым моделям позволяет изготавливать отливки разнообразной номенклатуры, сложных по конфигурации, из любых литейных марок сталей, чугунов, всех видов бронз и специальных сплавов на основе бериллия, на основе меди и алюминия, а также сложнолегированных сталей и жаропрочных сплавов, таких как ЧС70У, ЖС6У, IN713LC, ЦНК21П и другие. Для этих целей на предприятии установлены вакуумные печи от 50-160кг, индукционные печи от 160 до 400кг, производство литья по выплавляемым моделям, с возможностью производства отливок от нескольких грамм до 25кг, а также предприятие обладает уникальной возможностью производства бериллиевых сплавов. Существует система газоочистки для работы с бериллием.

Плавка металла и приготовление сплавов производится как в вакуумных, так и в открытых высокочастотных индукционных печах, что позволяет изготавливать слитки, паспортные шихтовые заготовки, лигатуру и многое другое

Возможности предприятия позволяют максимально приблизить отливки к готовым деталям, а в ряде случаев - получить литую деталь, дополнительная обработка которой не требуется. Вследствие этого для предприятий-заказчиков резко снижается трудоёмкость и стоимость изготовления изделий, уменьшается расход металла, экономятся энергетические ресурсы.

## Выпускаемая продукция
Разнообразная продукция для нужд автомобилестроения, авиакосмической отрасли, строительных компаний, гидро и атомной энергетики

## Адрес
Россия, Калужская область, Козельский район, город Сосенский, 1-й Заводской проезд, д.3.

## Реквизиты
ИНН - 4009004631
КПП - 400901001
р\с 40702810422160100456 в  Козельское ОСБ 5600 г. Козельск  
БИК 042908612  к\с 30101810100000000612  в Калужском ОСБ 8608 г. Калуга